# Legittima difesa (diritto internazionale)
Nell'ambito del diritto internazionale, la legittima difesa è un principio giuridico secondo il quale uno Stato, qualora aggredito da altra entità, ha il diritto di difendere la propria integrità territoriale e l'indipendenza politica minacciate da tali aggressioni, opponendo una reazione armata, anche con l'assistenza di Paesi terzi.
Già norma di diritto internazionale consuetudinario, il principio è stato poi codificato nell'art. 51 della Carta delle Nazioni Unite. Prima della stipulazione di tale trattato internazionale, varie manifestazioni della prassi internazionale (la più famosa, il caso Caroline) avevano dimostrato la necessità di una norma che a livello del diritto ammettesse il ricorso a questo istituto giuridico.

## Storia

### Il caso Caroline
Nel 1837, durante l'insurrezione del Canada contro la Gran Bretagna, un gruppo di cittadini americani, in aiuto dei cittadini canadesi ed insieme ad alcuni di questi, aveva occupato un'isola nel fiume Niagara che faceva parte del territorio canadese e utilizzava una nave americana, denominata Caroline, per trasportare viveri ed armi dalla riva americana del Niagara all'isola da questo occupata. Nella notte del 29 dicembre 1837 un gruppo di soldati britannici penetrò in territorio americano e distrusse la nave Caroline, ancorata presso la riva americana del fiume. Negli scontri rimasero uccisi due cittadini americani che si trovavano a bordo della nave.
Alle rimostranze americane l'ambasciatore britannico addusse come giustificazione principale dell'attacco la “necessity of self-defence and self-preservation”. Gli Stati Uniti non accettarono questa giustificazione, ma la controversia avrebbe finito probabilmente con l'estinguersi, se il 12 novembre 1840 non fosse stato arrestato a New York un cittadino britannico di nome McLeod con l'imputazione di omicidio e incendio, proprio in relazione alla distruzione della Caroline. Il governo britannico, infatti, inviò attraverso il suo ambasciatore a Washington una protesta al Segretario di Stato americano, chiedendo il rilascio di McLeod perché, secondo il governo britannico, la distruzione della Caroline costituiva “a public act of persons in Her Majesty's service, obeying the order of their superior Authorities”. Ovviamente nel corso dello scambio di lettere relative all'arresto di McLeod vennero di nuovo ripetute le posizioni dei due governi rispetto alla distruzione della Caroline. È a questo punto che il Segretario di Stato americano Webster precisò, con parole rimaste famose, i limiti in cui era giustificato l'uso della forza in legittima difesa, affermando che il governo britannico avrebbe dovuto dimostrare: “a necessity of self-defence instant, overwhelming, leaving no choice on means and no moment for deliberation”.

### IlPatto della Società delle Nazioni
Proprio i limiti ricavabili dalla dichiarazione resa dal Segretario di Stato Webster costituiscono oggi quei tratti tipizzanti l'uso della forza in legittima difesa, venuti a consolidarsi nel diritto internazionale generale attraverso una prassi costante dei membri della comunità internazionale. Progressivamente, inoltre, cominciò ad affermarsi nella comunità internazionale la convinzione che l'uso della forza incontrasse determinati limiti, convinzione che divenne sempre più forte col passare degli anni, tanto da essere poi cristallizzata nel Patto della Società delle Nazioni del 1918 e nel Patto di Parigi, o Patto Kellogg-Briand, del 1928.
In entrambi i Patti gli Stati firmatari si impegnarono a rinunciare alla guerra come strumento di politica internazionale in determinati casi; pur nella novità della portata di tale obbligo è bene però sottolineare come l'espresso riferimento alla guerra lasciasse impregiudicata la possibilità di ricorrere ad ogni altro uso della forza da parte degli Stati, in quanto ciò non costituiva il contenuto di uno specifico divieto. Inoltre, relativamente al diritto alla legittima difesa, è bene osservare come nessuna previsione espressa comparisse nei Patti. Indicazioni utili ai nostri fini possono però essere tratte dal discorso tenuto alla “American Society of International Law” dal Segretario di Stato Kellogg il 28 aprile 1928 per illustrare il progetto americano del Patto di Parigi.
Egli fece notare come un'espressa riserva relativa al diritto di legittima difesa fosse superflua, dal momento che: “There is nothing in the American draft of an antiwar treaty which restricts or impairs in any way the right of self-defense. That right is inherent in every sovereign state and is implicit in every treaty. Every nation is free at all times and regardless of treaty provisions to defend its territory from attack or invasion and it alone is competent to decide whether circumstances require recourse to war in self-defense”.
Tale discorso, suffragato e sostenuto anche dalle posizioni di molti altri Stati, venute in rilievo attraverso note e dichiarazioni rese al momento della sottoscrizione del Patto di Parigi, sono tappe indicative di un processo che ha progressivamente portato ad una prima e originaria affermazione dell'esistenza di un diritto consuetudinario di legittima difesa, come diritto inerente ad ogni Stato sovrano che è libero indipendentemente dalle disposizioni di qualunque trattato di difendere il proprio territorio da attacchi esterni.

### La Carta delle nazioni Unite e la crisi del canale di Suez
Varie e successive manifestazioni della prassi hanno poi contribuito a delineare ulteriormente i contorni ed i limiti di tale diritto, fino ad arrivare ad avvertire l'esigenza di un consolidamento attraverso l'inserimento di un apposito articolo nella Carta delle Nazioni Unite del 1945. Nel corso del XX secolo tra le vicende in cui venne invocato l'istituto può essere ricordata la seduta in seno al Consiglio di Sicurezza nel luglio del 1951 ove venne discussa la proposizione di restrizioni imposte dall'Egitto al passaggio nel Canale di Suez delle navi dirette verso porti israeliani, invocando l'art. 51 della Carta delle Nazioni Unite.
L'Egitto cercò di giustificare tali restrizioni con il ricorso ai principi della “self-defence” e della “self-preservation”, e pur ricordando l'art. 51 si espresse in termini che potevano essere interpretati come favorevoli all'allargamento del contenuto della facoltà concessa agli stati di ricorrere all'uso della forza al di là dei limiti indicati dall'art. 51, ma Gran Bretagna e Paesi Bassi, oltre che ovviamente Israele, affermarono che l'art. 51 aveva posto al diritto di legittima difesa i limiti indicati nello stesso articolo. Nello stesso senso si sono espressi altri Stati sia nel Consiglio di Sicurezza che nell'Assemblea generale delle Nazioni Unite.
Ma è stato soprattutto in occasione delle discussioni sui principi di diritto internazionale relativi alle relazioni amichevoli e alla cooperazione tra Stati e sulla questione relativa alla definizione di aggressione che numerosi Stati, sia nelle riunioni di Comitati speciali, sia nelle varie sessioni della sesta commissione dell'Assemblea generale hanno riconosciuto che il contenuto e le modalità di esercizio della facoltà concessa agli stati di ricorrere all'uso della forza per legittima difesa vanno dedotti esclusivamente dall'art. 51.

## Fonti

### Carta delle Nazioni Unite
Le proposte di Dumbarton Oaks, in realtà, non contenevano alcuna disposizione relativa alla legittima difesa. Cina e Turchia sollevarono la relativa questione, ma furono gli Stati Uniti ad identificare i veri termini del problema, e cioè che il divieto di cui al futuro articolo 2 poteva essere incompatibile con la legittima difesa e che perciò, benché la legittima difesa fosse ritenuta implicita nella Carta, poteva essere opportuna un'espressa disposizione in proposito.
Gli Stati Uniti elaborarono così una nuova proposta regolante l'uso della forza in legittima difesa assieme ad una delegazione britannica, proposta che superò il vaglio di tutte le grandi potenze, anche se l'Unione Sovietica propose di aggiungervi un inciso che accentuasse il carattere provvisorio della legittima difesa, nel senso che il suo esercizio fosse ammesso solo nell'ipotesi che un attacco armato si verificasse prima che il Consiglio di Sicurezza avesse preso le misure necessarie per il mantenimento della pace e della sicurezza internazionale.
Il 20 maggio 1945 le cinque grandi potenze si accordarono finalmente su di un testo che, almeno nella versione inglese, corrisponde all'attuale testo dell'articolo 51. Esso infatti si limiterebbe a riconoscere ed a confermare in una particolare ipotesi, la difesa contro un attacco armato, il diritto di legittima difesa ammesso dal diritto internazionale consuetudinario; di conseguenza e indipendentemente da qualunque interpretazione da dare all'art. 51, quest'ultimo regolerebbe soltanto la legittima difesa contro un attacco armato e comunque non potrebbe costituire per gli Stati membri delle Nazioni Unite un limite al contenuto della legittima difesa quale previsto e regolato dal diritto consuetudinario.
Questa opinione è stata enunciata soprattutto dalla dottrina anglosassone per attenuare la limitazione del ricorso alla legittima difesa solo come reazione contro un attacco armato, come disciplinata nell'articolo 51, presupponendo a tale scopo che il diritto internazionale consuetudinario ammette la legittima difesa preventiva, quanto meno in quei limiti indicati dal Segretario di Stato Webster in occasione del caso Caroline; a tale considerazione è coordinata per lo più un'interpretazione del divieto del ricorso all'uso della forza nelle relazioni internazionali, ex art. 2(4) della Carta, tendente a negare che la legittima difesa preventiva rientri nell'oggetto di tale divieto.
Ci occuperemo delle problematiche relative alla legittima difesa preventiva più in là, mentre ai fini del presente paragrafo interessa sottolineare che, comunque vada intesa la qualificazione attribuita dall'art. 51 al diritto di legittima difesa, e anche se si debba vedere in essa un riferimento al diritto di origine consuetudinaria preesistente alla carta, non si vede come da essa si possa dedurre l'impossibilità per una norma convenzionale, quale l'art. 51 della Carta, di disciplinare ed anche limitare l'esercizio di tale diritto. È infatti pacifico che l'ordinamento delle Nazioni Unite costituisce un ordinamento speciale rispetto all'ordinamento internazionale e, pertanto, nella misura in cui deroghi al diritto internazionale generale, prevale su esso.
Taluni autori hanno opposto alla tesi sopra esposta un presunto carattere cogente della norma consuetudinaria relativa alla legittima difesa; posto che l'esatta identificazione di norme internazionali cogenti è molto discussa in dottrina e che l'inclusione tra di esse della norma relativa alla legittima difesa non è pacifica, tale norma qualunque ne sia il contenuto, potrebbe considerarsi violata solo se una norma convenzionale sottraesse per intero agli Stati il diritto di reagire in legittima difesa, ipotesi questa che non si verifica nell'art. 51, che si limita a regolamentare l'uso della forza in legittima difesa, circoscrivendone l'utilizzo alla sola ipotesi di reazione contro un attacco armato.
Inoltre, la prassi delle Nazioni Unite ha sempre negato che si possa ricorrere alla legittima difesa al di là dei limiti espressamente stabiliti dall'art. 51.

### Articolo 51 della Carta dell'ONU
Dopo aver brevemente tracciato i lineamenti storico-evolutivi della facoltà di reagire in legittima difesa nel diritto internazionale consuetudinario, ed averne precisato i rapporti con l'articolo 51 della Carta delle Nazioni Unite, è opportuno procedere ad un'analisi dell'articolo stesso, evidenziandone i profili problematici.

#### Il diritto “naturale” alla difesa
L'art. 51 esordisce definendo il diritto di legittima difesa quale “inherent right”. Questa qualificazione ha creato una profonda spaccatura in dottrina: una parte ha infatti utilizzato tale dato testuale per argomentare in favore della tesi secondo cui tale diritto esisterebbe a prescindere da quanto statuito dalla Carta delle Nazioni Unite e quindi soprattutto a prescindere dall'essere stati vittima o meno di un attacco armato. “Inerente”, sinonimo di “preesistente”, porta tale parte di dottrina ad affermare che il diritto degli Stati di reagire in legittima difesa non avrebbe bisogno di essere contenuto in una norma pattizia, perché già regolato dal diritto consuetudinario. Questi autori criticano fermamente Kelsen, secondo il quale invece “the right [of self-defence] has no other content than the one determined by art. 51”.
Secondo la dottrina dominante, invece, il termine “inherent” non può essere inteso nell'accezione sopra riportata; ad esso va attribuito un significato diverso, tendente a sottolineare l'inerenza dell'istituto della legittima difesa alla nozione di Stato sovrano. Questa asserzione trova supporto nella prassi: come è stato già evidenziato fu espressa dal Segretario di Stato americano Kellogg il 28 aprile 1928, in occasione di un discorso di presentazione della proposta americana per la stipulazione del Patto di Parigi e dalla nota del 23 giugno 1928, e ribadita nella elaborazione delle proposte per il negozio di Dumbarton Oaks.
La discussione dottrinaria in questione è indissolubilmente legata alla questione relativa ai rapporti tra diritto consuetudinario ed art. 51, cui rimandiamo per ulteriori profili problematici; in questa sede basterà ricordare che la Corte internazionale di giustizia nel 1986, con la sentenza sulle attività militari e paramilitari in e contro il Nicaragua, ha dato un ulteriore significato della legittima difesa come “inherent right” . Secondo la Corte, i compilatori della Carta, consapevoli dell'esistenza di un diritto di legittima difesa di natura consuetudinaria, hanno voluto preservarlo, almeno nello spirito. È questa un'interpretazione che, se accolta, eliminerebbe la presunta forbice tra art. 51 e diritto consuetudinario, in quanto il primo incarnerebbe il secondo.

#### Il presupposto dell'attacco armato
L'espressione “attacco armato” rappresenta la nozione chiave del concetto di legittima difesa ex art. 51. Dalla sua interpretazione dipende la qualificazione dell'uso della forza come lecito o meno. Viene quindi da sé che la ricerca di un'opinione univoca sul punto è ardua e presenta molte spigolature, per una serie di fattori che spesso si intrecciano con la politica più che con il diritto vero e proprio. È nostra intenzione presentare una carrellata delle interpretazioni che si sono susseguite nel tempo sul punto in questione, cercando di essere il più possibile esaustivi ed obiettivi nel valutarle alla luce del diritto vivente.
Nella Carta delle Nazioni Unite non è riscontrabile alcuna definizione dell'espressione “attacco armato” né di “aggressione”, nonostante tali termini siano utilizzati negli articoli 1(1) , 39, 51 e 53. Questo problema ha trovato una parziale soluzione con l'adozione da parte dell'Assemblea generale della Risoluzione 3314 (XXIX) relativa alla Dichiarazione di principi sulla definizione di aggressione in data 14 dicembre 1974; parziale perché tale risoluzione detta la definizione di atto di aggressione come da art. 39, mentre tace su quella di attacco armato ex art. 51. I due concetti non sono infatti coincidenti: l'attacco armato è una tipologia qualificata e più ristretta dell'aggressione.
Questo assunto trova conferma nei travaux préparatoires: nel Comitato speciale che si occupò della stesura della Dichiarazione di principi concernente la definizione di aggressione, gli Stati Uniti, sostenuti da altri Paesi occidentali, si opposero fortemente a chi avrebbe voluto che nella risoluzione ci fosse anche un riferimento all'attacco armato ed espressero, concordemente all'Unione Sovietica, la teoria secondo la quale le nozioni di “act of aggression” e quella di “armed attack” non sono coincidenti.
La Corte internazionale di giustizia, nel citato caso Nicaragua, non ha contribuito ad alcuna chiarificazione in proposito. Sul punto, la Corte si è limitata a rimarcare che: “[t]here appears now to be general agreement on the nature of the acts which can be treated as constituting armed attacks”. Questa affermazione, piuttosto sorprendente se si pensa al susseguirsi di sforzi infruttuosi volti a ricercare una definizione quanto più uniforme ed univoca possibile di attacco armato, non è infatti seguita da un'interpretazione della Corte del termine in questione.
A dispetto dell'opinione della Corte, la dottrina è profondamente divisa sul significato da attribuire all'espressione “attacco armato”. Dal significato squisitamente letterario del termine si evince che deve trattarsi di un uso della forza armata, caratterizzato però da due elementi, uno quantitativo ed uno qualitativo. Quanto al primo, è chiaro che l'uso della forza armata, per costituire un “attacco armato” ai sensi dell'art. 51 deve assumere una certa ampiezza ed una certa intensità che ne riveli l'intento offensivo: non costituiscono infatti attacco armato né gli incidenti di frontiera, né azioni militari di carattere isolato. Quanto all'elemento qualitativo, deve trattarsi di un uso della forza che costituisca un fatto illecito in base alla Carta, ossia che violi l'art. 2(4), sempre che non ricorra una causa di esclusione dell'illiceità prevista dalla Carta stessa o dal diritto internazionale generale.
Infine, deve trattarsi di un uso della forza armata nei rapporti tra Stati: a commettere l'illecito deve essere uno Stato, dal momento che su di loro incombe l'obbligo di non ricorrere all'uso della forza ex art. 2(4), e sempre uno Stato deve subirlo, dato l'esplicito riferimento dell'art. 51 all'uso della forza contro un membro delle Nazioni Unite. Così, obiettivo di un attacco armato deve essere il territorio di uno Stato, includendo persone o proprietà all'interno di tale territorio. Resta quindi escluso che possa costituire un attacco armato ai sensi dell'art. 51 l'uso della forza nelle guerre civili o contro privati stranieri.
Le posizioni sopra enunciate possono riassumersi nella ben nota statuizione di Kelsen secondo cui “[…] this article applies only in case of an armed attack. The right of self-defence must not be exercised in case of any other violation of the legally protected interests of a Member”. Da questo assunto derivano due importanti corollari, sui quali la dottrina si mostra più che mai divisa: se non si può reagire in legittima difesa tranne che al verificarsi di un attacco armato, vuol dire che tale attacco deve aver già avuto corso, o quanto meno deve essere in corso al momento della reazione: non sarebbe ammissibile quindi la legittima difesa preventiva. Se poi di solo attacco armato sferrato da uno Stato nei confronti di un altro Stato deve trattarsi, non potrebbe essere considerata legittima una reazione ex art. 51 ad un'aggressione indiretta.

#### L'aggressione indiretta
Quello dell'ammissibilità del ricorso all'uso della forza in legittima difesa in seguito ad un'aggressione cosiddetta indiretta è un tema molto delicato, che vede la dottrina più che mai divisa: da un lato si schierano quegli autori che la considerano ammissibile nel diritto internazionale attuale o comunque compatibile con la disciplina dell'art. 51; dall'altro, quella parte della dottrina che nega tale possibilità. Prima di entrare nel merito delle due teorie è opportuno fare i necessari distinguo e chiarire cosa si intenda in questa sede per aggressione indiretta ai fini dell'art. 51.
Pur precisando che nel corso dei lavori preparatori che hanno portato all'adozione della citata Dichiarazione di principi sulla Definizione di aggressione il Comitato speciale ha sempre trattato separatamente, come questioni diverse, la fattispecie dell'aggressione ideologica ed economica, è bene tenere invece presente che nell'arco degli anni sotto la terminologia “aggressione indiretta” si è cercato di racchiudere tipologie eterogenee: alcuni autori hanno infatti tentato di includervi proprio la cosiddetta aggressione ideologica ed economica, individuando nella mancanza di un uso diretto della forza l'elemento caratterizzante della figura, senza bisogno di ulteriori specificazioni. La fattispecie era oltremodo sfumata, e la domanda se ad un'aggressione indiretta si potesse rispondere in legittima difesa ex art. 51 rimaneva assorbita dall'indeterminatezza in cui era immersa l'intera questione.
In data 14 dicembre 1974, come precedentemente detto, l'Assemblea generale delle Nazioni Unite approva con la risoluzione 3314 (XXIX) la Dichiarazione di principi sulla definizione di aggressione; tale atto ha costituito un momento interessante in quanto, pur essendo privo di efficacia vincolante, è indicativo ai fini dell'individuazione dell'opinio juris degli Stati in materia. L'art. 3 della suddetta risoluzione presenta una serie di casi tipizzati come “acts of aggression”; alla lettera g) può leggersi che costituisce un atto di aggressione “the sending by or on behalf of a State of armed bands, groups, irregulars or mercenaries, which carry out acts of armed force against another State of such gravity as to amount to the acts listed above, or its substantial involvement therein”.
La dottrina ha individuato nel testo dell'art 3(g) due distinte ipotesi: la prima riguarda l'invio da parte di uno Stato di bande armate, truppe irregolari e mercenari; la seconda è racchiusa nella equivoca espressione “its [i.e. dello Stato] substantial involvement therein”. Analizziamo le due ipotesi separatamente.
Il primo caso, quello dell'invio “by or on behalf of a State” di bande armate, truppe irregolari o mercenari nel territorio di un altro Stato per condurre operazioni militari, è stato indicato dalla dottrina come un caso di aggressione diretta: laddove si provi lo stretto vincolo che lega tali bande armate allo Stato, l'aggressione da loro compiuta sarebbe sicuramente qualificabile come diretta, perché attribuibile in prima istanza allo Stato, piuttosto che alle bande prese singolarmente, le quali agirebbero come organi de facto dello Stato stesso; verrebbe infatti a mancare il requisito principale dell'aggressione indiretta, cioè l'attribuibilità dell'aggressione esclusivamente in capo a privati, circostanza questa confermata anche dall'art. 8 del Progetto di articoli sulla responsabilità dello Stato adottato dalla Commissione del diritto internazionale del 2001. Elemento caratterizzante di questa ipotesi è inoltre la comparabilità in termini di gravità di tali atti implicanti l'uso della forza a quelli enunciati nella Dichiarazione stessa. Le bande, i gruppi, le truppe o i mercenari agiranno quindi come organi di uno Stato commettendo atti di violenza contro un altro Stato tali da poter essere qualificati per la loro gravità come “armed attack”.
La seconda delle ipotesi previste dall'art. 3(g) è quella in cui allo Stato è attribuibile un “substantial involvement” nelle attività poste in essere dai suddetti gruppi, bande, truppe o mercenari. L'espressione indica la mera assistenza a soggetti privati che preparano o portano avanti operazioni militari contro un altro Stato. Perché si verifichi questa ipotesi è necessario il concorso di due elementi: la gravità degli atti compiuti dai soggetti privati e la natura delle attività svolte dallo Stato, ovviamente diverse dall'invio, riconducibili al “substantial involvement” . Quali debbano essere tali attività non è di semplice ed univoca individuazione. Si richiede a tal proposito un comportamento statale volto a concorrere all'atto ostile, consistente ad esempio nell'addestramento, nel finanziamento, nella concessione di facilitazioni o di appoggio logistico a bande armate, gruppi, truppe irregolari o mercenari. La dottrina è invece divisa sulla circostanza che possa costituire un “act of aggression” la semplice acquiescenza resa dallo Stato alle attività dei suddetti gruppi o bande. All'appoggio delle bande armate deve inoltre sempre seguire un attacco contro uno Stato, non costituendo altrimenti la condotta statale in sé un illecito internazionale.
Per quanto riguarda poi la gravità degli atti posti in essere dalle bande armate, infine, è necessario ricordare che essi devono essere di portata tale da equivalere ad un attacco armato da parte di uno Stato. Dette le caratteristiche dell'aggressione indiretta, resta da chiedersi se uno Stato che la subisca possa reagire in legittima difesa ex art. 51. Chiamata a dare una soluzione al problema, la Corte internazionale di giustizia, nel caso Nicaragua contro Stati Uniti, ha fornito una risposta negativa. Nell'ottica della Corte, l'art. 3(g) “may be taken to reflect customary law” e le due ipotesi ivi comprese ben quindi possono essere considerate appartenenti al diritto internazionale generale attuale; mentre, però, l'invio di bande armate, gruppi, truppe irregolari o mercenari da parte dello Stato sarebbe inquadrabile come attacco armato attribuito allo Stato stesso e non ai privati cittadini, lo stesso non potrebbe invece dirsi per la semplice assistenza alle bande:
Secondo quanto stabilito dalla Corte infatti:
tale assistenza, nell'interpretazione della Corte:
Alla luce di ciò è possibile concludere che un'aggressione indiretta, così come evidenziato dalla stessa sentenza resa dalla Corte, sarebbe sì qualificabile come illecito internazionale, e più precisamente come “act of aggression”, ma non rientrerebbe in quella sottocategoria dell'aggressione che è detta “armed attack” o “agression armée”, alla quale è possibile reagire con l'uso della forza in legittima difesa. È bene tenere presente come questa sentenza sia stata criticata da quella parte della dottrina favorevole invece all'ammissibilità di una reazione in legittima difesa in risposta ad un'aggressione indiretta.
Anzitutto è stato fatto notare come la fattispecie dell'appoggio sia sempre stata trattata congiuntamente a quella dell'invio, da parte dello Stato, di bande armate o truppe irregolari in danno di un altro Stato, sotto il profilo di una loro riconduzione nella nozione di aggressione; la fattispecie considerata, che pur sarebbe stata ritenuta illegittima sotto il diritto generale, senza bisogno di ulteriori pattuizioni, è stata invece sempre considerata tra le forme più gravi di aggressione, come dimostra anche il Codice dei crimini contro la pace e la sicurezza internazionali del 1996, predisposto dalla Commissione di diritto internazionale delle Nazioni Unite che, all'articolo 2(4), annovera tra le attività che danno luogo a responsabilità internazionale di uno Stato l'appoggio a bande armate che compiono incursioni in altri Stati, oltre che l'organizzazione in prima persona, da parte dello Stato, di dette bande, o la partecipazione diretta dello Stato alle loro incursioni. Non andrebbe poi tralasciata la circostanza che anche l'art. 3(g) accomuna le due ipotesi, del “sending by or on behalf of a State” di bande armate e del “substantial involvement therein”, senza l'indicazione di effetti diversi al verificarsi dell'una o dell'altra ipotesi. Le due ipotesi sarebbero distinte sotto il profilo della fattispecie, ma si presenterebbero di uguale gravità e darebbero luogo allo stesso tipo di reazioni, altrimenti si svuoterebbe l'art. 3(g) di un reale significato.
Per quanto concerne l'analisi della prassi statale, poi, sono due i casi citati in genere a sostegno dell'opinione sopra indicata: il conflitto vietnamita e le incursioni di Israele nei confronti del Libano e dei Paesi limitrofi. In quest'ultimo caso, il Consiglio di Sicurezza si è espresso negando il preteso carattere di legittima difesa della reazione israeliana sul presupposto che Israele non avesse subito alcun attacco, senza scendere nel merito dell'ammissibilità o meno di una reazione armata laddove un attacco ci fosse effettivamente stato.
Ma la sentenza della Corte relativa al caso Nicaragua non ha incontrato solo dissensi; molti autori si sono trovati pienamente d'accordo con quanto statuito dalla Corte stessa, trovando nella sentenza un riflesso della prassi statale dal 1945 in poi e, quindi, che rispondesse al diritto internazionale consuetudinario formatosi sul punto. I sostenitori dell'impossibilità di ricorrere all'uso della forza in legittima difesa per rispondere ad un'aggressione indiretta criticano tale possibilità su due livelli distinti, quello del dato testuale e quello dell'analisi della prassi degli Stati.
Sotto il primo aspetto, tali autori fanno notare che l'art. 51, perché si possa reagire in legittima difesa, richiede il verificarsi di un attacco armato. Resterebbe da capire se l'appoggio a bande armate sia riconducibile a tale fattispecie. Secondo l'autorevole opinione di questa dottrina, la risposta dev'essere necessariamente negativa: le azioni dei gruppi armati andrebbero sempre tenute distinte dagli atti di assistenza o di acquiescenza dello Stato. Se le bande agiscono come individui privati, senza alcuna connessione, neanche ufficiosa, con l'organizzazione militare dello Stato e quest'ultimo si limita a dare loro vari tipi di assistenza o semplicemente tollera la presenza di questi gruppi sul suo territorio, la condotta delle bande armate non potrebbe costituire un atto illecito sotto il diritto internazionale perché non sarebbe possibile attribuirlo ad uno Stato. La condotta statale sarebbe sì internazionalmente illecita, ma non sarebbe assimilabile ad un attacco armato o ad un uso della forza giustificante una reazione ai sensi dell'art. 51: ci si troverebbe dinanzi a fattispecie diverse, che necessiterebbero di soluzioni differenti rispetto all'ipotesi tipica di attacco armato.
Spostando l'attenzione all'esame della prassi degli Stati sul punto, questi autori citano a sostegno della propria tesi gli stessi casi riportati dalla dottrina che ammette invece la legittima difesa in risposta ad un attacco armato. Innanzitutto il conflitto vietnamita, che fu giustificato dal governo statunitense senza un esplicito riferimento all'aggressione indiretta per qualificare la condotta del Vietnam del Nord, ma chiarendo che un attacco armato si era verificato nel momento in cui il Vietnam del Nord aveva inviato nel Vietnam del Sud migliaia di infiltrati armati, seguiti da truppe regolari.
In secondo luogo viene citato il caso delle continue incursioni di Israele nel territorio degli Stati arabi confinanti, spesso configurate, pur senza riferirsi espressamente all'art. 51, come azioni difensive contro basi di guerriglieri e terroristi. In questi casi il Consiglio non ha mai accolto le giustificazioni israeliane, dichiarando anzi espressamente che le incursioni costituivano una violazione degli obblighi derivanti dalla Carta.
Viene inoltre citata la discussione svoltasi in seno al Consiglio di Sicurezza nel 1958 in seguito all'intervento di truppe americane in Libano e di truppe britanniche in Giordania, intervento richiesto dai governi dei due Paesi arabi per fronteggiare quella che secondo loro era un'aggressione indiretta da parte, rispettivamente, dell'Egitto e della Siria.
La dottrina che nega l'ammissibilità di una risposta armata ex art. 51 in seguito ad un'aggressione indiretta dà particolare rilievo all'intervento della Svezia nel Consiglio di sicurezza, perché non orientato politicamente; il rappresentante svedese si espresse negando che nel caso del Libano si fosse verificato un attacco armato e che esistesse un conflitto internazionale ai sensi dell'art. 51. Poiché si discuteva in punto di diritto e non in punto di fatto, questa affermazione andrebbe interpretata come un ostacolo all'applicabilità dell'art. 51 alle ipotesi di aggressione indiretta.

#### L'ammissibilità della difesa preventiva
Il problema dell'ammissibilità della legittima difesa preventiva è il riflesso, e la naturale conseguenza, del problema dei rapporti tra diritto internazionale generale e Carta delle Nazioni Unite. Sul punto verte un'accesa discussione in dottrina che impone di trattare l'argomento isolando le varie correnti di pensiero ed analizzandone i punti nodali, per poi arrivare ad una conclusione quanto più soddisfacente possibile, compatibilmente con le zone d'ombra che il problema presenta. Cominciamo dall'analisi degli argomenti addotti da quella parte di dottrina che ammette la legittima difesa preventiva.
Il Bowett parte dal presupposto che l'art. 51 lascia invariato il diritto consuetudinario preesistente, il quale ammetteva la legittima difesa preventiva, per poi portare a sostegno della propria tesi alcune manifestazioni della passi. La fondatezza di questa tesi è stata già da noi criticata e, comunque, la circostanza che il diritto internazionale consuetudinario ammetta la legittima difesa preventiva non è affatto pacifico in dottrina. In questa sede è opportuno però riportare le manifestazioni della prassi addotte generalmente a sostegno dell'opinione criticata.
La prima riguarda la discussione in seno al Consiglio di Sicurezza circa l'invasione del Kashmir da parte del Pakistan, avvenuta nel 1948; il governo pakistano la giustificò qualificandola come una reazione resasi necessaria per prevenire un'offensiva militare indiana in quella regione, e quindi un'occupazione del Kashmir, che avrebbe messo in pericolo la sicurezza del Pakistan. È stato però fatto notare da un'attenta dottrina che in questo caso il Pakistan non fece alcun riferimento all'art. 51 né qualificò mai la sua azione come legittima difesa. Inoltre, nella successiva discussione, l'India, senza essere contraddetta, criticò l'invasione pakistana del Kashmir proprio sulla base dell'art. 51, sostenendo che nessun attacco armato nei confronti del Pakistan era stato messo in atto.
Si è poi portata ad esempio un'affermazione della Commissione delle Nazioni Unite per l'energia atomica resa nel 1946 in cui si afferma che una violazione di un futuro ed eventuale trattato per il controllo dell'energia atomica “might be of so grave a character as to give rise to the inherent right of self-defence recognized in Article 51 of the Charter of the United Nations”. Da questa affermazione la succitata dottrina ha dedotto un riconoscimento da parte della Commissione della tesi secondo la quale l'art. 51 non precluderebbe la legittima difesa preventiva. Tale deduzione appare affrettata, se si esaminano i lavori della Commissione. Gli Stati Uniti proposero infatti un memorandum in cui, preoccupati dal fatto che la scoperta del nucleare rivoluzionasse il concetto di attacco armato, proponevano di modificarne la nozione “in a manner appropriate to atomic weapons”.
È quindi evidente che gli Stati Uniti avrebbero voluto allargare la nozione di attacco armato in uso fino a quel momento, quella ex art. 51, appunto, comprendendovi anche talune attività preparatorie. Ma tale posizione non è che indice del fatto che tali attività non erano comprese nel concetto ordinario di attacco armato.
Va inoltre considerato che non ogni violazione del trattato avrebbe comportato il diritto di reagire in legittima difesa: secondo la succitata affermazione, infatti, si richiede che tale violazione abbia un “so grave character”. Ora, il futuro trattato avrebbe dovuto contenere anche disposizioni volte a proibire l'uso di armi atomiche; una violazione di “so grave character” sarebbe ben potuta consistere nell'uso, appunto, di armi atomiche, uso che configurerebbe un attacco armato nel senso classico del termine. Non è poi corretto attribuire un tale valore probatorio ad un rapporto di carattere provvisorio, tanto più che il Consiglio di sicurezza, dopo aver discusso il rapporto, approvò una risoluzione in cui riconobbe espressamente che ogni consenso accordato dai membri dello stesso Consiglio alle diverse parti del rapporto aveva carattere provvisorio. Queste manifestazioni della prassi non sembrano quindi avvalorare la tesi riportata. D'altra parte, la dottrina maggioritaria è contraria a questa posizione, confutata mediante analisi del dato testuale ed attraverso un attento esame della prassi internazionale.
Il dato testuale dell'art. 51 è inequivocabile nel richiedere un attacco armato come condizione essenziale per reagire in legittima difesa, e non può essere scavalcato. L'aggettivo “inherent” non rappresenta un richiamo al diritto consuetudinario, ma una mera forma enfatica con la quale si vuole ricordare come quello alla legittima difesa sia un diritto connaturato con l'esistenza stessa degli Stati, di cui nessun soggetto di diritto internazionale può essere privato; ciò non vuol dire che non possa venir limitato, altrimenti se ne abuserebbe. Questo assunto è tanto più corretto quando si paragona l'ordinamento internazionale ad un qualsiasi ordinamento giuridico di un Paese civile: ogni cittadino ha un imprescindibile diritto di legittima difesa, sottoposto però a condizioni e limiti che ne impediscano un utilizzo sconsiderato. Ma pur prescindendo dai rilievi appena svolti, il rapporto tra diritto consuetudinario preesistente alla Carta ed art. 51 è di genere a specie, come abbiamo avuto modo di dimostrare, e quindi nelle materie regolate dall'art. 51 il diritto internazionale consuetudinario non rileva né si applica, e questo in base a due principi cardine: quello secondo cui “lex specialis derogat generalis”, e quello dello jus superveniens, che abroga il diritto preesistente.
Questa conclusione sembra essere confermata anche dall'esame di alcune significative manifestazioni della prassi. Come già detto, nel luglio del 1951 si svolse una discussione in seno al Consiglio di sicurezza circa le restrizioni imposte dall'Egitto al passaggio delle navi dirette verso porti israeliani attraverso il canale di Suez; l'Egitto invocò, a sua giustificazione, fra l'altro, i principi della “self-preservation” e della “self-defence”, facendo anche riferimento all'art. 51. Tutti gli altri Stati che intervennero sul punto negarono però che nella fattispecie fosse invocabile l'art. 51 proprio perché non vi era stato alcun attacco armato nei confronti dell'Egitto. La deliberazione del Consiglio di sicurezza del 1º settembre 1951 si limitò poi ad affermare che le misure restrittive adottate dall'Egitto non potevano essere giustificate sulla base del fatto che esse erano “necessary for self-defence”.
Alcuni elementi possono poi essere tratti dalla guerra tra Israele ed Egitto del 1967. Nella discussione che si svolse in seno all'Assemblea generale, il rappresentante israeliano mutò l'iniziale giustificazione dell'azione militare addotta dal proprio Paese: pur continuando a sostenere, seppure incidentalmente, un attacco delle forze egiziane sul territorio israeliano, indicò soprattutto nel blocco dello Stretto di Tiran da parte dell'Egitto e nell'ammassamento di truppe egiziane nel Sinai i fatti che avevano determinato la reazione israeliana e pur richiamando la legittima difesa non fece alcun riferimento all'art. 51. Gli altri Stati che si pronunciarono nel merito affermarono che l'azione israeliana non poteva trovare una giustificazione nell'art. 51, dal momento che Israele aveva attaccato per primo.
Può poi inoltre essere citato il caso della cosiddetta quarantena di Cuba imposta dagli Stati Uniti nel 1962 al Paese centroamericano in seguito alla costruzione di installazioni missilistiche sul proprio territorio. Gli Stati Uniti, pur considerando tali installazioni come una minaccia alla propria sicurezza ed a quella degli altri Stati americani, non qualificarono mai la propria azione come legittima difesa, né invocarono mai l'art. 51, neppure nella discussione svoltasi in seno al Consiglio di sicurezza, ritenendo evidentemente che il comportamento di Cuba, che pure avrebbe potuto essere considerato un pericolo o una minaccia di attacco armato, non consentisse il ricorso all'uso della forza in legittima difesa ex art. 51. Per concludere l'esame della prassi, può essere citato il bombardamento di Israele di un reattore nucleare iracheno in costruzione nel 1981. Secondo un'attenta dottrina, tale bombardamento trovava la sua causa giustificatrice nello stato di guerra in cui versavano i due Paesi; fossero stati in tempo di pace, nonostante il reattore nucleare costituisse effettivamente una minaccia per la sicurezza nazionale israeliana, il bombardamento sarebbe stato illegittimo.
Si tenga inoltre presente che l'ammissibilità della legittima difesa preventiva è stata poi predicata da certa dottrina sulla base di una lettura parallela degli artt. 2(4) e 51 che imporrebbe la reazione in legittima difesa contro qualsiasi violazione degli obblighi imposti dall'art. 2(4), appunto, quindi anche contro una semplice minaccia di un attacco armato. In realtà, il preteso parallelismo tra i due articoli non esiste: il primo vieta il ricorso all'uso o alla minaccia della forza nelle relazioni tra Stati, mentre il secondo disciplina una reazione, l'uso della forza in legittima difesa, corrispondente ad una violazione qualificata dell'art. 2(4), cioè ad un attacco armato. Qualsiasi altra violazione dell'art. 2(4) riveste sì la forma di illecito internazionale, ma non è tale da giustificare una reazione in legittima difesa.
Per ragioni di completezza merita di essere citata la teoria della “interceptive self-defence”, proposta da Dinstein, che si colloca a metà strada tra il diniego assoluto dell'ammissibilità della “anticipatory self-defence” e la sua legittimità tout court. Il Dinstein, pur negando l'ammissibilità della legittima difesa preventiva sulla base delle considerazioni svolte sopra, si pone il problema dell'inizio dell'attacco armato: a partire da quale momento è possibile parlare di un attacco armato che giustifichi una reazione in legittima difesa? Spesso tale momento è individuato nel cosiddetto “first shot”, ma in molti casi questo approccio si rivelerebbe ingannevole: si pensi al caso di un'invasione di truppe straniere sul territorio statale: se il governo di quest'ultimo aprisse il fuoco lo farebbe per rispondere ad un'invasione ben configurabile come “armed attack” seppur carente del requisito del “first shot”. Inoltre, la stessa Definizione di Aggressione dell'Assemblea generale, al suo articolo 2, riconosce che il primo uso della forza armata costituisce solo una presunzione di attacco armato. Un altro esempio portato dal Dinstein è il seguente: se gli aerei da guerra giapponesi fossero stati intercettati prima di sferrare il noto attacco di Pearl Harbor ed abbattuti appena prima di raggiungere l'obiettivo, non si sarebbe potuto muovere alcun biasimo agli Stati Uniti per non aver atteso di essere colpiti. L'abbattimento di tali aerei avrebbe dunque costituito non un'azione di legittima difesa preventiva, ma “a miraculously early use of counter-force”. Nel pensiero del succitato autore, in questo ed in altri casi simili non si può parlare di legittima difesa preventiva, ma di una reazione meramente “interceptive”. La “interceptive self-defence” avrebbe luogo dopo che l'avversario si fosse imbarcato in un attacco armato in maniera irrevocabile. Nessun dubbio deve sussistere sul “se” l'attacco avverrà, ma solo su quando se ne vedranno gli effetti.
La teoria è indubbiamente interessante e rappresenta un lodevole tentativo di fare chiarezza sull'applicabilità dell'art. 51; ha inoltre l'indiscutibile pregio di risolvere molti dei problemi legati ad un'interpretazione letterale dell'articolo stesso, ma presta il fianco a molte delle critiche che sono state mosse contro la teoria che ammette la configurabilità della legittima difesa preventiva: quando si potrà dire che un attacco armato è avvenuto, senza ombra di dubbio ed in modo irrevocabile, anche se gli effetti non si sono ancora verificati? E a chi spetterà produrre le prove di tale attacco, e valutarle in modo obiettivo? Anche la teoria della “interceptive self-defence”, che dovrebbe muoversi su un campo di certezze, finisce per naufragare nell'incerto: l'esempio di Pearl Harbor è calzante, ma è solo un'ipotesi. Quando il Dinstein, subito dopo, riporta un esempio tratto dalla prassi, cita l'attacco israeliano alle milizie egiziane nella guerra dei sei giorni, che abbiamo invece già citato proprio come caso discusso in dottrina e visto da molti autori come un esempio di uso illegittimo della forza. Anche questa teoria rischia, se accolta, di favorire possibilità di abuso da parte degli Stati, e come tale va quanto meno accolta con le dovute cautele ed i necessari distinguo, in attesa di un'espressa regolamentazione della materia.

#### La legittima difesa collettiva
L'art. 51 della Carta si riferisce non solo alla legittima difesa individuale, ma anche alla cosiddetta “collective self-defence”. Secondo certa dottrina, la legittima difesa collettiva altro non sarebbe se non un uso comune e coordinato della legittima difesa individuale; potrebbero esercitare la legittima difesa collettiva solo Stati vittime di un attacco armato al pari degli altri Stati con i quali organizzare la reazione in legittima difesa. Uno Stato che non abbia subito alcun attacco non potrebbe, nell'ottica di questi autori, rispondere con l'uso della forza contro l'aggressore di un Paese terzo vittima. Se così fosse, però, un esplicito richiamo alla legittima difesa collettiva non avrebbe senso: infatti, la circostanza che i Paesi aggrediti siano più d'uno è meramente eventuale: si rientrerebbe sempre nel caso classico di risposta ad un attacco armato che è alla base della legittima difesa individuale. Inoltre questa teoria non rispecchia la prassi statale.
Tale interpretazione oltretutto, se accolta, diminuirebbe l'effettività della proibizione dell'uso della forza, lasciando gli Stati più deboli senza protezione dinanzi al potere militare degli Stati più potenti. A sostegno di ciò è bene tenere presente come la maggioranza della dottrina avalli invece la tesi secondo la quale anche uno Stato non attaccato può dare assistenza ad uno Stato vittima di un attacco armato.
Questa è anche l'interpretazione accolta dalla Corte internazionale di giustizia nel caso Nicaragua. In quella circostanza, la Corte sottolineò che il diritto di legittima difesa collettiva esiste nel diritto internazionale generale, prima ancora che in quello pattizio, come diritto di prestare soccorso ad uno Stato che abbia subito un attacco armato, anche da parte di un non aggredito, senza che ciò sia espressamente previsto in un trattato di assistenza stipulato ad hoc. Condizione necessaria e sufficiente perché si possa esercitare il diritto è però il consenso dello Stato vittima dell'aggressione, da dichiarare sotto forma di una specifica richiesta, secondo la Corte, o da desumersi anche implicitamente, secondo una parte della dottrina.

### Limiti e condizioni per l'esercizio
Il diritto di reagire in legittima difesa ad un attacco armato, come sancito dall'art. 51, incontra quattro limiti: il primo è riportato dall'articolo stesso, e risiede nei poteri di controllo attribuiti al Consiglio di Sicurezza sulla reazione dello stato aggredito; le altre tre limitazioni sono imposte dalla natura stessa dell'istituto e dal diritto consuetudinario, e sono i limiti di necessità, proporzionalità ed immediatezza; ricordando le parole del Segretario di Stato americano Webster nel caso Caroline, la necessità di reagire in legittima difesa deve essere “instant, overwhelming, leaving no choice on means and no moment for deliberation”. Nei paragrafi che seguono andremo ad esaminare nello specifico i suddetti limiti.

#### Il ruolo del Consiglio di sicurezza
L'art. 51, in relazione al ruolo del Consiglio di sicurezza delle Nazioni Unite statuisce che:
Il richiamo al Consiglio di sicurezza pone due ordini di problemi: quale sia la portata dell'obbligo di portare a conoscenza del Consiglio di sicurezza le misure prese in legittima difesa e quali effetti derivino dal suo mancato espletamento e cosa debba intendersi con l'espressione: “until the Security Council has taken measures necessary to maintain international peace and security”. Analizziamo le due questioni separatamente.
L'uso della terminologia “shall be immediately reported”, suggerisce che gli Stati siano sotto un obbligo legale di portare a conoscenza del Consiglio di sicurezza le misure prese nell'esercizio del diritto di legittima difesa; ma tale obbligo ha natura dispositiva o solo dichiarativa? Vale a dire, uno Stato che reagisca in legittima difesa, ma senza portare a conoscenza del Consiglio di Sicurezza le proprie azioni, subisce come sanzione la perdita dei requisiti di validità della propria reazione? La Corte internazionale di giustizia ha messo in evidenza, nel caso Nicaragua, come l'assenza della relazione al Consiglio non possa comportare altro che una prova del fatto che lo Stato in questione non sia del tutto convinto di avere titolo per reagire in legittima difesa.
La prassi statale conferma come l'obbligo di fornire informazioni al Consiglio di sicurezza sia dichiarativo e non presenti invece natura dispositiva; si consideri inoltre come gli Stati, nel corso degli anni, abbiano adempiuto con scarsa solerzia a quest'obbligo: secondo Combacau “there has been very little trace of any reference to Article 51 in the records of the Security Council”.
Nemmeno il dato testuale dell'art. 51 si presta ad un'interpretazione diversa: nonostante l'uso di termini come “shall” o “immediately” suggeriscano il contrario, l'articolo manca di quel grado di precisione che ci si aspetterebbe da una norma dispositiva, comportante una sanzione tanto drastica come la perdita di validità di una reazione in legittima difesa. Anzitutto, a beneficiare di un'eventuale perdita di validità dell'azione sarebbe l'aggressore e non la comunità internazionale, nel cui interesse è posta la norma; inoltre, non è chiaro chi sia il destinatario dell'obbligo: l'art. 51 richiede che le misure in legittima difesa vengano riportate al Consiglio di sicurezza, ma senza specificare da chi. È solo una presupposizione che il responsabile debba essere lo Stato invocante la legittima difesa; l'articolo non lo stabilisce, e sarebbe una lacuna inaccettabile per una disposizione da cui si vorrebbero far discendere conseguenze tanto drastiche. Sta quindi alla prassi successiva degli Stati colmare questa lacuna, prassi che abbiamo visto decisamente orientata verso la natura dichiarativa della norma.
Il secondo problema che si pone riguardo al ruolo del Consiglio di sicurezza afferisce alla durata della legittimità dell'azione in legittima difesa; questa può essere infatti validamente portata avanti “until the Security Council has taken measures necessary to maintain international peace and security”. Questa clausola dimostra come l'uso della forza in legittima difesa vada inserito in un più grande sistema centralizzato; tale sistema presuppone come il ricorso alla legittima difesa possa essere in alcuni casi inevitabile ma anche temporaneo e che debba necessariamente cessare una volta che il meccanismo predisposto dal sistema centralizzato inizi ad operare da sé un'effettiva protezione dei diritti degli Stati membri. L'azione individuale di uno Stato membro in legittima difesa è quindi considerabile come una misura di protezione ad interim, e non può mai sostituirsi all'azione del Consiglio. Questo assunto sembra confermato dal fatto che la Carta attribuisce la responsabilità primaria per il mantenimento della pace e della sicurezza internazionale al Consiglio.
L'art. 51 pone a carico degli Stati che agiscono in legittima difesa un vero e proprio obbligo di sospendere le proprie misure dal momento in cui il Consiglio di Sicurezza abbia preso le proprie. Il problema che nasce da questa considerazione riguarda chi abbia la competenza di stabilire se e quando il Consiglio di sicurezza abbia preso effettivamente le “measures necessary to maintain international peace and security”.
Qualora si ritenesse che questa competenza spetti esclusivamente al Consiglio, allora la sua decisione sul fatto che le misure siano state prese impedirebbe allo Stato aggredito di procedere oltre con la propria reazione. Ma in base a che cosa il Consiglio fonderebbe una tale decisione? Una misura che per il Consiglio di sicurezza si presenti come la più adeguata possibile potrebbe infatti non sortire alcun effetto, e lo Stato aggredito si troverebbe in una posizione di svantaggio per aver sospeso la propria reazione.
D'altra parte, permettere allo Stato aggredito di determinare il momento a partire dal quale la propria reazione possa perdere il crisma della legittimità, aprirebbe la strada ad un uso unilaterale dello strumento della legittima difesa individuale e collettiva in materia di pace e sicurezza internazionale, contravvenendo così ai principi ispiratori della Carta.
Una via di mezzo potrebbe essere rappresentata dall'ipotesi secondo la quale una decisione sul punto vada ricercata di concerto da Consiglio di sicurezza e Stato aggredito, sulla base di dati fattuali ed oggettivi. In caso di opinioni dissidenti, il Paese aggredito si assumerebbe la responsabilità di continuare in un'azione ritenuta da quel momento in poi internazionalmente illecita dal Consiglio stesso. Si tratta di una soluzione sicuramente insoddisfacente, ma in punto di diritto sembra la più accettabile.
Una volta che il Consiglio di sicurezza abbia preso le misure che ritenga più opportune e lo Stato aggredito le abbia ritenute adeguate, ogni ulteriore azione promossa dallo Stato stesso al di fuori del Consiglio di sicurezza, o dagli Stati in legittima difesa collettiva, perderà la giustificazione derivante dall'esimente prevista dall'art. 51. Diverso è il caso in cui il Consiglio di Sicurezza autorizzi uno o più Stati ad usare la forza per risolvere la situazione, nel qual caso l'azione autonoma in legittima difesa si trasformerà in un'azione intrapresa nel nome delle Nazioni Unite.

#### La necessità
Il limite della necessità non è di applicazione controversa, nei suoi tratti generali; in casi particolari, però, possono sorgere problemi, specialmente in tutti quei casi in cui si sostiene che il ricorso a mezzi pacifici di risoluzione della controversia si sarebbero potuti espletare con successo. Pacifico è infatti in dottrina l'obbligo di risolvere pacificamente le controversie, come puntualmente disciplinato tanto dall'art. 2(3) della Carta delle Nazioni Unite quanto dal diritto internazionale generale In linea di principio, è perciò ovvio che prima di ricorrere alla forza armata bisogni validamente tentare ogni possibile mezzo pacifico per risolvere una controversia: non si può però imporre ad uno Stato di restare inerte dinanzi ad un'invasione fino a quando ogni altro mezzo sia stato infruttuosamente tentato. È dunque necessario trovare un punto d'equilibrio tra le due diverse istanze della sicurezza nazionale e della risoluzione pacifica della controversia.
La dottrina è concorde nel sostenere che uno Stato che venga attaccato su larga scala possa reagire in legittima difesa senza chiedersi se la soluzione della controversia sia componibile con mezzi pacifici. La questione si fa più problematica quando l'attacco consista nella presa di un territorio o nella cattura di persone. Bisognerà obbligatoriamente cercare di comporre la controversia con mezzi pacifici secondo il disposto dell'art. 2(3) della Carta o si potrà ricorrere immediatamente alle armi? La risposta sembrerebbe tautologica: se c'è la possibilità di esperire mezzi pacifici, vuol dire che non è necessaria una reazione armata; l'aggressore potrebbe trarre però un indebito vantaggio dalla situazione mediante tattiche dilatorie tendenti a far ristagnare la questione o imponendo condizioni inaccettabili.
Una risposta definitiva, probabilmente, non è possibile. Non può infatti affermarsi in termini assoluti, in base alle considerazioni svolte sopra, che una risposta in legittima difesa non sia mai ammissibile anche qualora siano percorribili strade pacifiche di soluzione della controversia; allo stesso modo non può dirsi che la legittima difesa sia un diritto esperibile tout-court, senza curarsi di cercare soluzioni alternative per la composizione della controversia internazionale. In alcuni casi specifici si è però cercato di dare una soluzione.
Secondo una parte della dottrina, nel caso in cui ci sia un pericolo imminente per le vite di prigionieri o ostaggi, potrebbe ritenersi che sussista un'impellente necessità di reagire, senza spazio per i temporeggiamenti. Se, invece, la necessità è quella di recuperare un territorio perso, come nel caso delle Falkland - Malvinas, una tale giustificazione non sarebbe sufficiente. In casi simili manca una reale emergenza e non potrà dirsi di aver tentato di espletare tutte le ragionevoli soluzioni alla disputa.

#### La proporzionalità
La condizione di proporzionalità ha un significato speciale nel contesto della legittima difesa. Il concetto di proporzionalità riporta alla mente quello di una simmetria o comunque di un'approssimazione tra la forza utilizzata illecitamente e quella utilizzata in legittima difesa. Questa nozione della proporzionalità si rivela però inadeguata se utilizzata in riguardo alle guerre condotte in legittima difesa: basti riflettere al caso di una guerra causata da un singolo attacco armato. È nella natura della guerra la sproporzione rispetto all'atto che l'ha preceduta; la proporzionalità, intesa come comparazione tra forza utilizzata dalle due parti del conflitto, non può essere il metro per determinare la legittimità di una guerra condotta ex art. 51 in seguito ad un singolo attacco armato. Allo stesso modo, non può permettersi che una guerra scoppi a causa di un isolato attacco armato, di gravità marginale.
Un giudizio sulla proporzionalità va quindi espresso sulla base della gravità del singolo attacco armato e del livello a cui lo Stato bersaglio è stato colpito. Una guerra in legittima difesa è lecita se resa necessaria dal carattere critico dell'attacco subito. Talvolta un singolo attacco può sortire effetti devastanti tali da giustificare una reazione in legittima difesa: la quantità può lasciare il posto alla qualità. Un autorevole esponente della dottrina ha ricordato che uno Stato per respingere un attacco può dover prendere misure che eccedano in modo sproporzionato quelle subite. L'aspetto che interessa a proposito della proporzionalità non risiede nella forma o nella quantità dell'attacco, ma nel fine perseguito, che non può e non deve eccedere quello della difesa.
Questo non vuol dire però che lo Stato aggredito debba essere accomodante; al contrario, una volta che la guerra si sia instaurata legittimamente, ha il diritto, se lo vuole, di puntare alla vittoria finale.

#### L'immediatezza
Non si può iniziare una guerra in legittima difesa molto tempo dopo che l'attacco armato abbia avuto luogo. Se ciò è vero, è vero anche che il criterio dell'immediatezza va interpretato con una certa elasticità: non si richiede che una guerra inizi nell'arco di pochi minuti, o comunque di pochi giorni, dall'attacco armato subito. Gli Stati rispondono alle pressioni, per forza di cose, più tardi rispetto agli esseri umani, e non ci si può aspettare che decidano di iniziare una guerra senza valutarne bene i pro e i contro.
Un ritardo consistente tra attacco e reazione in legittima difesa può poi essere giustificato dalle circostanze: riallacciandoci a quanto detto circa il requisito della necessità, uno Stato può in un primo momento cercare di esperire mezzi pacifici per risolvere la controversia; una volta constatata l'infruttuosità del tentativo, risponderà con un atto armato, legittimo nonostante il ritardo.
L'esempio delle Falkland-Malvinas può esserci d'aiuto anche in questo caso. L'esercito argentino ha occupato l'arcipelago nel 1982, motivando la propria azione come lecita, dal momento che l'arcipelago fu scoperto dalla Spagna ed era compreso tra i diritti acquisiti dall'Argentina nei confronti della madrepatria al momento dell'indipendenza. L'occupazione britannica, secondo l'Argentina, era illegittima. Illegittima o no, ebbe inizio nel 1766; una reazione argentina nel 1982 appare quindi poco giustificabile. Anche la Gran Bretagna rispose all'aggressione subita con notevole ritardo: in questo caso, però, il ritardo era giustificato da almeno due ordini di ragioni: anzitutto, si era cercato di risolvere la disputa con mezzi pacifici, mediante una risoluzione del Consiglio di Sicurezza che intimava alle truppe argentine di abbandonare le isole che l'Argentina non rispettò; in secondo luogo va preso atto della grande distanza che separa il Regno Unito dalle isole Falkland-Malvinas, che crea problemi organizzativi notevoli.